# Liste des albums musicaux numéro un au Billboard 200 en 2010
Cette page présente les albums musicaux numéro 1 chaque semaine en 2010 au Billboard 200, le classement officiel des ventes d'albums aux États-Unis établi par le magazine Billboard. Les cinq meilleures ventes annuelles sont également listées.

## Classement hebdomadaire
| Date         | Artiste(s)        | Titre                                       | Référence |
| ------------ | ----------------- | ------------------------------------------- | --------- |
| 2 janvier    | Susan Boyle       | I Dreamed a Dream                           |           |
| 9 janvier    | Susan Boyle       | I Dreamed a Dream                           |           |
| 16 janvier   | Susan Boyle       | I Dreamed a Dream                           |           |
| 23 janvier   | Kesha             | Animal                                      |           |
| 30 janvier   | Vampire Weekend   | Contra                                      |           |
| 6 février    | Divers artistes   | Hope for Haiti Now                          |           |
| 13 février   | Lady Antebellum   | Need You Now                                |           |
| 20 février   | Lady Antebellum   | Need You Now                                |           |
| 27 février   | Sade              | Soldier of Love                             |           |
| 6 mars       | Sade              | Soldier of Love                             |           |
| 13 mars      | Sade              | Soldier of Love                             |           |
| 20 mars      | Lady Antebellum   | Need You Now                                |           |
| 27 mars      | Ludacris          | Battle of the Sexes                         |           |
| 3 avril      | Lady Antebellum   | Need You Now                                |           |
| 10 avril     | Justin Bieber     | My World 2.0                                |           |
| 17 avril     | Usher             | Raymond v. Raymond                          |           |
| 24 avril     | Justin Bieber     | My World 2.0                                |           |
| 1er mai      | Justin Bieber     | My World 2.0                                |           |
| 8 mai        | Divers artistes   | Glee: The Music, The Power of Madonna       |           |
| 15 mai       | B.o.B             | B.o.B Presents: The Adventures of Bobby Ray |           |
| 22 mai       | Godsmack          | The Oracle                                  |           |
| 29 mai       | Justin Bieber     | My World 2.0                                |           |
| 5 juin       | Divers artistes   | Glee: The Music, Volume 3 - Showstoppers    |           |
| 12 juin      | Divers artistes   | Glee: The Music, Volume 3 - Showstoppers    |           |
| 19 juin      | Jack Johnson      | To the Sea                                  |           |
| 26 juin      | Divers artistes   | Glee: The Music, Journey to Regionals       |           |
| 3 juillet    | Drake             | Thank Me Later                              |           |
| 10 juillet   | Eminem            | Recovery                                    |           |
| 17 juillet   | Eminem            | Recovery                                    |           |
| 24 juillet   | Eminem            | Recovery                                    |           |
| 31 juillet   | Eminem            | Recovery                                    |           |
| 7 août       | Eminem            | Recovery                                    |           |
| 14 août      | Avenged Sevenfold | Nightmare                                   |           |
| 21 août      | Arcade Fire       | The Suburbs                                 |           |
| 28 août      | Eminem            | Recovery                                    |           |
| 4 septembre  | Eminem            | Recovery                                    |           |
| 11 septembre | Katy Perry        | Teenage Dream                               |           |
| 18 septembre | Disturbed         | Asylum                                      |           |
| 25 septembre | Sara Bareilles    | Kaleidoscope Heart                          |           |
| 2 octobre    | Linkin Park       | A Thousand Suns                             |           |
| 9 octobre    | Zac Brown Band    | You Get What You Give                       |           |
| 16 octobre   | Kenny Chesney     | Hemingway's Whiskey                         |           |
| 23 octobre   | Toby Keith        | Bullets in the Gun                          |           |
| 30 octobre   | Lil Wayne         | I Am Not a Human Being                      |           |
| 6 novembre   | Sugarland         | The Incredible Machine                      |           |
| 13 novembre  | Taylor Swift      | Speak Now                                   |           |
| 20 novembre  | Taylor Swift      | Speak Now                                   |           |
| 27 novembre  | Susan Boyle       | The Gift                                    |           |
| 4 décembre   | Susan Boyle       | The Gift                                    |           |
| 11 décembre  | Kanye West        | My Beautiful Dark Twisted Fantasy           |           |
| 18 décembre  | Susan Boyle       | The Gift                                    |           |
| 25 décembre  | Susan Boyle       | The Gift                                    |           |

## Classement annuel
Les 5 meilleures ventes d'albums de l'année aux États-Unis selon Billboard :
1. Susan Boyle - I Dreamed a Dream
2. Eminem - Recovery
3. Lady Antebellum - Need You Now
4. Lady Gaga - The Fame
5. Justin Bieber - My World 2.0